# Lomariopsis longicaudata
Lomariopsis longicaudata là một loài thực vật có mạch trong họ Lomariopsidaceae. Loài này được (Bonap.) Holttum mô tả khoa học đầu tiên năm 1939.